# Tien Han
Tien Han (hagyományos kínai: 田漢; egyszerűsített kínai: 田汉; pinjin hangsúlyjelekkel: Tián Hàn; magyar népszerű: Tien Han; 1898. március 12. - 1968. december 10.) a Hunan tartománybéli Changsha városban született kínai drámaíró, költő, színész, valamint a forradalmi zenék és -filmek egyik vezéralakja. Tien (Tian) Han egy nagyban járult hozzá a modern kínai dráma és a kínai opera a megújításához. Egyik legismertebb és legjelentősebb művének az 1934-ben írt Az Önkéntesek Indulója című költeménye, amely 1949-től Kína hivatalos himnusza.

## Biográfia
Már gyerekfejjel megismerkedett szülővidéke, Hunan tartomány gazdag színjátszóhagyományával, s a színház iránti rajongása elkísérte a csangsa (changsha)i iskolaévei, majd a tokiói tanulmányútja során is. Első darabját is Japánban írta 1919-ben. Hazájában az 1919. május 4. mozgalom idején vált ismertté Tien Han (Tian Han) az a művészetkörben folytatott erős imperializmus-ellenes és feudalizmus-ellenes tevékenységével, amelyeket ő indított el.

Tien Han (Tian Han), amikor 1921-ben visszatért Japánból, csatlakozott a Kuo Mo-zso (Guo Moruo) (1892-1978) vezette Alkotás Társasághoz. A kezdeti útkeresés után fokozatosan vállalta a nyílt művészi állásfoglalást a haladás eszméi mellett. 1927 után szakított mindazokkal, aki nem szegültek szembe a forradalmat eláruló Csang Kaj-sek terrorjával, s 1930-ban, amikor az irodalmi életet vezető Lu Hszün (Lu Xun) Sanghajban a Kínai Baloldali írók Ligájában tömörítette a legradikálisabb elveket valló írókat, meg is vált az Alkotás Társaságtól, és a Liga tagjaként vett részt az új művészet, a tömegeknek szóló irodalom létrehozásában és terjesztésében.

A drámaíráson kívül Tien Han (Tian Han) színházi szervezőmunkájával is hozzájárult a modern kínai dráma népszerűsítéséhez. Ő alapította és vezette a színház-pártoló, drámaírókat és színészeket összefogó Dél Társaságát. Folyóiratot is adott ki, amelyet azonban hamarosan betiltottak. A Társaság illegalitásba kényszerült, Tien Han (Tian Han)t pedig bebörtönözték. Kiszabadulása után a Sanghaji Egyetem tanáraként működött, és nagy sanghaji kiadócég munkatársaként gondozta a modern kínai drámairodalmat. Diákokból toborzott önkéntevekény színháztársulatával beutazta Kínát, a japán betörés idején, különösképpen 1937-ben ellenállásra buzdította társulatával.

Tien Han (Tian Han) fáradhatatlanul tanított, szervezett, esszéket és drámákat írt, külföldi drámákat fordított és régi kínai színműveket dolgozott át a második világháború éveiben is.

Írói pályafutása során rengeteg álnevet használt; ezek közül a legismertebbek: Sou-csang (Shouchang) 寿昌, Po Hung (Bo Hong) 伯鸿, Csen Jü (Chen Yu), Su-zsen (Shuren) 漱人 és Han-hszien (Hanxian) 汉仙.

A kulturális forradalom idején börtönben halt meg, 1968. december 10-én.

## Főbb művei
- Egy este a kávéházban (Ha fej tien ji je (Ka fei dian yi ye)) 1922.[m 1]
- Ebéd előtt (Vu fan cse csien (Wu fan zhi qian)) 1922.
- A Tigris elfogásának éjszakája (Vo hu cse je (Wo hu zhi ye) 获虎之夜) 1924.
- Szucsou (Suzhou) életének éjszakai beszélgetése (Szucsou je hua (Suzhou ye hua)) 1928.
- A tó tragédiája (Hu sang tö pej csü (Hu shang de bei ju)) 1928.
- Jelenet egy folyómenti faluból (Csiang cun hsziao jing (Jiang cun xiao jing)) 1928.[m 2]
- Egy híres színész halála (Ming ju cse sze (Ming you zhi si) 名优之死) 1929.
- A vándor visszatér (Nan kuj (Nan gui)) 1929.[m 3]
- Szilva esők (Mej jü (Mei yu)) 1932.
- Holdfény-melódia (Jüe kuang csü (Yue Guang Qu)) 1932.
- Luan csung (Luan zhong) (乱钟) 1932.
- A Jangce folyó vihara (Jangce csiang tö pao feng jü (Yangzi jiang de bao feng yu)) 1935.
- Nyár-melódia (Huj csun cse csü (Hui chun zhi qu) 回春之曲) 1935.
- Árvíz (Hung shuj (Hong shui)) 1935.[m 4]
- A Lu Kou (Lu Gou) híd (Lu kuo csiao (Lu Gou qiao)) 1937.
- A Han-folyó halászának dala (Csiang Han jü ko (Jiang Han yu ge) 江汉渔歌) 1939.
- Csiu seng fu (Qiu sheng fu) 1942.
- Li zsen hszing (Li ren xing) (丽人行) 1959.

## Magyarul
- Egyfelvonásosok. Dokumentumok a kínai polgárháború korszakából, az 1920-30-as évekből / Egy este a kávéházban / A vándor visszatér / Árvíz / Jelenet egy folyómenti faluból; ford. Ecsedy Ildikó, Tőkei Ferenc; MTA Orientalisztikai Munkaközösség, Bp., 1991 (Történelem és kultúra)